# Numério Céstio
Numério Céstio (em latim: Numerius Cestius) foi um senador romano nomeado cônsul sufecto para o nundínio de março e abril de 55 com Lúcio Antíscio Veto. Seu passado é obscuro especialmente por que não se conhece o nome de seu pai e nem o cognome. Presume-se que seja um membro da gente Céstia que produziu alguns cônsules no começo do período imperial, como Caio Céstio Galo e seu filho Caio Céstio Galo, cônsul sufecto em 42.